# Monkey's Audio
Monkey’s Audio (Audio del Mono) es un formato de fichero para comprimir información de audio. Siendo un formato de compresión sin pérdida, Monkey’s Audio no elimina información del flujo de audio, como hacen los formatos de compresión con pérdida, por ejemplo: MP3, AAC y Vorbis.
De forma parecida a otros métodos de compresión, la principal ventaja de usar Monkey’s Audio está en la reducción de los requerimientos de ancho de banda y almacenamiento, pero en el caso de Monkey’s Audio, no hay que sacrificar la integridad de la fuente de sonido (como ocurre con el MP3). Por ejemplo, una grabación digital (como un CD) codificada a Monkey’s Audio puede ser descomprimida en una señal idéntica de la información del sonido (bit a bit, no solo desde un punto de vista subjetivo). Las fuentes de audio comprimidas con Monkey’s Audio pueden ser comprimidas a aproximadamente (variando según tipo de sonidos, género musical, presencia de silencios...) la mitad de su tamaño original.
Monkey’s Audio es adecuado para propósitos de distribución, reproducción y archivado. Además, es software propietario. Suele ser muy lento para descomprimir en dispositivos de audio portátiles, y tiene una compatibilidad limitada en plataformas que no sean Windows. Hay otras alternativas que ofrecen al usuario más libertad y soporte oficial para más plataformas como el formato FLAC.
Los archivos de Monkey’s Audio usan la extensión *.ape para el audio, y *.apl para los metadatos de la pista.

## Comparaciones
En comparación con otros formatos de almacenamiento de audio sin pérdida como FLAC, Shorten y WavPack, Monkey’s Audio se defiende bien en algunas áreas, y peor en otras.
Aunque la compresión de sonido sin pérdida de calidad depende en gran medida del archivo a comprimir, Monkey’s Audio generalmente consigue tasas de compresión algo mejores que FLAC y significativamente mejores que el más antiguo Shorten. Teniendo esto en cuenta, comprimir y descomprimir es normalmente ligeramente más lento que con FLAC y Shorteny,  debido a decisiones de diseño, es problemático portar el descompresor a reproductores de sonido portátiles. Además, la función de búsqueda es relativamente lenta dependiendo del nivel de compresión.
Monkey’s Audio ha sido criticado porque no es software libre, por su peculiar o ambigua licencia. Esto significa que la mayoría de las distribuciones de Linux y otros sistemas operativos de software libre no pueden incluirlo por defecto, y normalmente hay menos software alrededor de este formato que en otros formatos libres como FLAC. Como FLAC viene preinstalado en la mayoría de las distribuciones de Linux, es el formato típicamente escogido por los usuarios de ese sistema operativo. El formato Shorten (más antiguo) ha sido usado por muchos años por los entusiastas de la grabación en vivo. Sitios como etree usan típicamente Shorten, aunque se está empezando a popularizar FLAC.
Por ser un método de compresión sin pérdida, Monkey’s Audio no es comparable con los formatos con pérdida como MP3, Ogg Vorbis o AAC. Cada uno de estos tipos de formato tienen su propia filosofía. Monkey’s Audio pretende conservar intacta la información del fichero original en el menor espacio posible. Los formatos con pérdidas descartan información del sonido de forma inteligente para que quepa en un determinado espacio (o tasa de bits) especificado por el usuario, manteniendo la máxima calidad que sea posible. Debido a ello, los archivos Monkey’s Audio tienden a ser bastante mayores que los formatos de compresión con pérdida tales como MP3 u Ogg Vorbis.

## Plataformas compatibles
Oficialmente, Monkey’s Audio solo está disponible para la plataforma Microsoft Windows. Hay alguna discusión en el sitio web de Monkey’s Audio acerca del soporte oficial para los usuarios de Linux. En Mac OS X puede usarse el freeware VOX. Un desarrollador con el nombre de SuperMMX ha lanzado una versión no oficial a principios de 2005, que además incluye complementos para permitir la reproducción usando los populares reproductores XMMS y Beep Media Player. Esta versión está desarrollada originalmente para Linux, pero ha incluido compatibilidad para Mac OS X, y para Linux en arquitecturas PowerPC y SPARC.
De todas formas, aunque la licencia permite explícitamente incluir Monkey's Audio en aplicaciones con licencia GPL, algunos mantenedores no están seguros de si la licencia está claramente escrita, y la distribución Gentoo no incluirá programas para Monkey's Audio puesto que sus desarrolladores consideraron que no era software libre.
Hay disponible también un reproductor/descodificador/codificador multiplataforma basado en Java. Es compatible con Monkey’s Audio hasta la versión 3.99.
En plataformas de hardware, el proyecto Rockbox de firmware reproductor de código abierto es compatible con la reproducción de Monkey's Audio en la mayoría de los dispositivos con los que es compatible, pero la mayoría de dispositivos no tienen suficiente potencia de proceso (CPU) para reproducir el códec en tiempo real cuando se aplica una alta compresión en los ficheros.